# عصبة ليجه
عصبة ليجه (بالألبانية: Besëlidhja e Lezhës)‏ كان تحالفًا عسكريًا لأمراء الإقطاع الألبان الذي تم تشكيله في ليجه في الثاني من مارس عام 1444، حيث كان إسكندر بك قائدًا للقبائل الإقليمية الألبان والصرب متحدين ضد الدولة العثمانية. وتم تنصيب إسكندر بك «رئيس عصبة الشعب الألباني». 
وكان أعضاء العصبة الرئيسين أريانيتي، بالشيتش، زاهاريا، موزاكا، سباني، توبيا وسرنويفيتش. ساهم الأعضاء في العصبة بالرجال والمال، في حين لم يكن لإسكندر بك الحق في التدخل في شؤون مجالاتهم. وافق جميع المؤرخين القدامى والعديد من المؤرخين المعاصرين أخبار مارين بارليتي حول هذا الاجتماع في ليجه (دون إعطاءها ثقل متساوٍ)، على الرغم من عدم ذكر أي وثيقة فينيسية معاصرة لها. أشار بارليتي إلى الاجتماع باسم concilium generalis أو concum concilium («المجلس العام» أو «المجلس المتكامل»)؛ مصطلح «عصبة ليجه» صاغه المؤرخون اللاحقون.

## خلفية

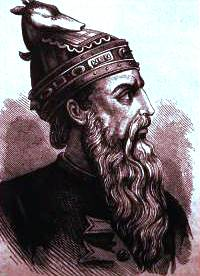
إسكندر بك، زعيم عصبة ليجه

بعد وفاة الإمبراطور الصربي ستيفان دوشان في عام 1355، أسس أقطاب في ألبانيا هيمنتهم الخاصة. عندما دخلت القوات العثمانية ألبانيا، كانت تواجه إمارات صغيرة كانت تخوض معارك شرسة فيما بينها. كانت المعركة الأولى ضد القوات العثمانية في ألبانيا معركة بقيادة بالشا الثاني حاكم زيتا عندما قام كارل توبيا (أحد الحكام الألبان) بدعوة العثمانيين لمساعدته ضد توسعات بالشا الثاني فهزموا وقتلوا بالشا الثاني في معركة سافرا التي حدثت في 18 سبتمبر 1385. 
في القرن الخامس عشر، أسست الدولة العثمانية نفسها في البلقان دون مقاومة كبيرة من النبلاء المسيحيين المحليين. كان الكثير منهم لا يزالون يقاتلون فيما بينهم ولم يروا أن التقدم العثماني يشكل تهديدًا لقوتهم. رغم اندلاع حرب أهلية بين أبناء بايزيد الأول في 1402-13، لم يستغل أي من النبلاء المسيحيين في البلقان في ذلك الوقت الفرصة لصد العثمانيين؛ على العكس من ذلك، البلغار والصرب والمجريين حتى ساعدوا سلطان المستقبل محمد الأول للاستيلاء على السلطة، من خلال المشاركة كحلفاء له في المعركة النهائية ضد أخيه.  بعد انتهاء الحرب الأهلية العثمانية لصالح محمد الأول، استولت قواته على كرويه من توبيا عام 1415، وبيرات عام 1417 من موزاكا وفلاورا وكانينا عام 1417 من أرملة بالشا الثالث وغيروكاستر في عام 1418 من زينيفيسي. تحت ضغط من الدولة العثمانية وجمهورية البندقية، بدأت الأمارات الألبانية تتأرجح. ثار بعض النبلاء الألبان في 1432-1436.
في نوفمبر 1443، استولى إسكندر بك على كرويه مع قواته وأعلن استقلاله عن السلطان.

## تشكيل - تكوين
تأسست عصبة ليجه في 2 مارس 1444 من قبل: 
- ليك زاهاريا (حاكم ساتي وداغنوم)، وأتباعه بال ونيكولاس دوكاجيني
- بيتر سباني (حاكم الجبال وراء دريفاستو) [11]
- ليك دوشماني (حاكم بولت الصغرى)
- جورج ستريز، إيفان وجويكو باليتش (أمراء ميسيا، بين كرويه وأليسيو)
- أندريا توبيا (رب سكوريه، بين تيرانا ودورازو) مع ابن أخيه تانوش [10]
- جيرجي أريانيتي
- تيودور كورونا موساشي
- ستيفان كرنوفيتش (أمير زيتا العليا)

حضر مندوبو البندقية الاجتماع.  التحالف العسكري  تكون من الإقطاعيين في ألبانيا، الذين اضطروا إلى المساهمة في العصبة بالرجال والمال. وأُعلن إسكندر بك «رئيس عصبة الشعب الألباني».  وبالتالي، كان زعيم العصبة والقائد الأعلى لقواتها المسلحة المشتركة التي يبلغ عددها 8000 محارب.  كان لكل أمراء الأقاليم مجالات وشؤون خاصة بهم؛ «كان إسكندر بك ليس له الحق في التدخل في شؤون مجالات النبلاء الأخرى»، يعمل فقط كقائد عسكري أعلى، كأول النظراء.   أشار بارليتي إلى الاجتماع باسم concilium generalis أو concum concilium («المجلس العام» أو «المجلس بالكامل»)؛ مصطلح «عصبة ليجه» صاغه المؤرخون اللاحقون. 
بدأت ونظمت تحت رعاية البندقية، خلال المعاهدات، وضعت العصبة تحت الملك ألفونسو الخامس، مع إسكندر بك كقائد عام.

## التاريخ

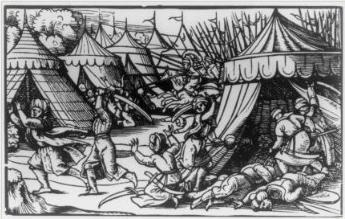
اعتداء ألباني على معسكر عثماني

حققت قوات العصبة انتصارات ضد العثمانيين في تورفيول (1444)،  موكرا (1445)،  أوتونتي (1446)،  أورانيك (1448)،  وخسارة في سفيتغراد (1448)،  وانتصار في كرويه (1450). 
في 4 أكتوبر 1448، انتهت الحرب الألبانية والبندقية عندما وقع إسكندر بك ونيكولاس دوكاجيني معاهدة سلام مع البندقية، والتي من شأنها أن تبقي ممتلكاتها في ألبانيا، بما في ذلك داجنوم، في ظل الشروط التي تدفع فيها البندقية مبلغ سنوي قدره 1400 دوكات، وأن بعض أعضاء العصبة سيستفيد من بعض الامتيازات التجارية، إلخ.

## الانحلال وما بعده
كان التحالف غير مستقر. الرغم من أن التاريخ الرسمي للحل غير معروف، إلا أن عصبة ليجه كانت مجزأة بعد تأسيسها بفترة وجيزة، مع انفصال العديد من أعضائها. وبحلول عام 1450، توقفت عن العمل كما كان مقصودًا في الأصل، ولم يستمر سوى قلب التحالف تحت قيادة إسكندر بك وأريانيتي في القتال ضد العثمانيين. فضل بعض الأعضاء التصرف بما يتماشى مع اهتماماتهم الخاصة. أثناء هجوم السلطان في عام 1450، واصلوا تغيير موقفهم بين دعم العثمانيين والانضمام إلى إسكندر بك. بعد أن غادر بيتر سباني وجورج دوشماني التحالف،  وبعد أن تركه أريانيتي ودوكاجيني في عام 1450، توصل أفراد من عائلة دوكاجيني إلى سلام مع الدولة العثمانية وبدأوا حتى في التخطيط ضد إسكندر بك. 
طيلة 25 عامًا، من 1443 إلى 1468، سار جيش إسكندر بك البالغ عددهم 10 آلاف جندي عبر الأراضي العثمانية منتصرًا ضد القوات العثمانية الأكبر تناسق والمزودة بشكل أفضل. مهددة بالتقدم العثماني في وطنهم، قدمت المجر وفي وقت لاحق نابولي والبندقية - أعداؤهم السابقون - العمود الفقري المالي والدعم لجيش إسكندر بك. بعد وفاة إسكندر بك في عام 1468، قام السلطان «بإخضاع ألبانيا بسهولة»، لكن وفاة إسكندر بك لم تنه الكفاح من أجل الاستقلال.

## ميراث
كانت عصبة ليجه أساسًا لدولة ألبانية. كان تشكيل العصبة يعني أنه للمرة الأولى كانت ألبانيا موحدة تحت قيادة زعيم ألباني. يعتبر بعض المؤرخين العصبة كدولة ألبانية مستقلة. آخرون لا يقبلون هذا الرأي، قائلين إنه كان مجرد رابطة عسكرية. ومع ذلك، قدمت العصبة العناصر الأساسية للوحدة الألبانية.
أصبح إسكندر بك وعصبة ليجه جزءًا من علم التأريخ الألباني. تلك الفترة من التاريخ، المصنفة على أنها فترة ما قبل الشيوعية، ينظر إليها الكثيرون على أنها أسطورية وغير قابلة للتحدي. في هذه الحالات، تدعم الصراعات ضد العثمانيين والقوى الأجنبية الأخرى، وعمليات التعريف الذاتي القومي، الإطار الأيديولوجي المرتبط بتلك الفترة.